# Darlington FC
Darlington FC, även kallad The Quakers, är en engelsk fotbollsklubb i Darlington, grundad 1883. Klubben spelar 2017/18 i National League North.
I klubben har bland annat Neil Wainwright spelat.